# Liste der Orte im Landkreis Coburg
Die Liste der Orte im Landkreis Coburg listet die 193 amtlich benannten Gemeindeteile (Hauptorte, Kirchdörfer, Pfarrdörfer, Dörfer, Weiler und Einöden) im Landkreis Coburg auf.

## Systematische Liste
Alphabet der Städte und Gemeinden mit den zugehörigen Orten in alphabetischer Reihenfolge:
- Ahorn mit 11 Gemeindeteilen:
  - Pfarrdorf Ahorn
  - Kirchdorf Witzmannsberg
  - Dörfer Eicha, Finkenau, Schafhof, Schorkendorf, Triebsdorf und Wohlbach
  - Weiler Hohenstein und Ziegelhütte
  - Einöde Krebsmühle

- Stadt Bad Rodach mit 19 Gemeindeteilen:
  - Hauptort Bad Rodach
  - Pfarrdörfer Elsa und Roßfeld
  - Kirchdörfer Breitenau, Gauerstadt, Grattstadt, Heldritt und Oettingshausen
  - Dörfer Lempertshausen, Mährenhausen, Rudelsdorf und Sülzfeld
  - Weiler Carlshan und Niederndorf
  - Einöden Altmühle, Hainmühle, Neumühle, Neumühle und Schweighof

- Dörfles-Esbach mit 2 Gemeindeteilen:
  - Pfarrdorf Dörfles b.Coburg
  - Dorf Esbach

- Ebersdorf b.Coburg mit 7 Gemeindeteilen:
  - Pfarrdörfer Ebersdorf b.Coburg und Großgarnstadt
  - Dörfer Friesendorf, Frohnlach, Kleingarnstadt und Oberfüllbach
  - Einöde Dürrmühle

- Großheirath mit 7 Gemeindeteilen:
  - Pfarrdörfer Großheirath und Watzendorf
  - Kirchdorf Rossach
  - Dörfer Buchenrod, Gossenberg und Neuses a.d.Eichen
  - Einöde Erlesmühle

- Grub a.Forst mit 7 Gemeindeteilen:
  - Pfarrdorf Grub a.Forst
  - Dörfer Buscheller, Forsthub, Rohrbach, Roth a.Forst und Zeickhorn
  - Einöde Gleisenau

- Itzgrund mit 15 Gemeindeteilen:
  - Pfarrdörfer Gleußen, Herreth, Kaltenbrunn, Lahm und Schottenstein
  - Dörfer Bodelstadt, Pülsdorf und Welsberg
  - Weiler Lohhof und Merkendorf
  - Einöden Büdenhof, Kaltenherberg, Schenkenau, Schleifenhan und Sorghof

- Lautertal mit 6 Gemeindeteilen:
  - Pfarrdorf Unterlauter
  - Kirchdörfer Neukirchen, Oberlauter und Rottenbach
  - Dörfer Tiefenlauter und Tremersdorf

- Meeder mit 18 Gemeindeteilen:
  - Pfarrdörfer Großwalbur, Meeder und Wiesenfeld b.Coburg
  - Kirchdörfer Ahlstadt, Beuerfeld und Ottowind
  - Dörfer Drossenhausen, Kleinwalbur, Kösfeld, Mirsdorf, Moggenbrunn und Neida
  - Weiler Einzelberg, Herbartsdorf und Sulzdorf
  - Gut Birkenmoor
  - Einöden Fuchsmühle und Kirchbergsmühle

- Stadt Neustadt b.Coburg mit 22 Gemeindeteilen:
  - Hauptort Neustadt b.Coburg
  - Stadtteil Ketschenbach
  - Pfarrdörfer Fechheim, Haarbrücken und Wildenheid
  - Kirchdorf Höhn
  - Dörfer Aicha, Birkig, Boderndorf, Brüx, Ebersdorf, Fürth a.Berg, Horb b.Fürth a.Berg, Kemmaten, Meilschnitz, Mittelwasungen, Plesten, Rüttmannsdorf, Thann, Unterwasungen, Weimersdorf und Wellmersdorf

- Niederfüllbach mit 2 Gemeindeteilen:
  - Pfarrdorf Niederfüllbach
  - Einöde Geizenmühle

- Stadt Rödental mit 23 Gemeindeteilen:
  - Pfarrdörfer Einberg, Mönchröden, Oeslau und Weißenbrunn vorm Wald
  - Dörfer Blumenrod, Fischbach, Fornbach, Kipfendorf, Mittelberg, Oberwohlsbach, Rothenhof, Schönstädt, Spittelstein, Thierach, Unterwohlsbach, Waldsachsen und Waltersdorf
  - Weiler Gnailes, Rosenau und Theißenstein
  - Fabrik Alexandrinenthal
  - Gut Gereuth
  - Forsthaus Taimbach

- Stadt Seßlach mit 23 Gemeindeteilen:
  - Hauptort Seßlach
  - Pfarrdörfer Autenhausen, Gemünda i.OFr. und Heilgersdorf
  - Kirchdörfer Bischwind, Dietersdorf, Gleismuthhausen, Oberelldorf und Rothenberg
  - Dörfer Hattersdorf, Krumbach, Lechenroth, Merlach, Setzelsdorf und Unterelldorf
  - Siedlung Eckersdorf
  - Weiler Trammershof und Wiesen
  - Schloss Geiersberg
  - Einöden Aumühle, Gehegsmühle, Heinersdorf und Muggenbach

- Sonnefeld mit 11 Gemeindeteilen:
  - Industrieort Sonnefeld
  - Pfarrdörfer Gestungshausen und Hassenberg
  - Dörfer Bieberbach, Firmelsdorf, Neuses a.Brand, Oberwasungen, Weischau, Wörlsdorf und Zedersdorf
  - Weiler Weickenbach

- Untersiemau mit 9 Gemeindeteilen:
  - Pfarrdörfer Scherneck und Untersiemau
  - Dörfer Birkach a.Forst, Haarth, Meschenbach, Obersiemau, Stöppach, Weißenbrunn a.Forst und Ziegelsdorf

- Weidhausen b.Coburg mit 3 Gemeindeteilen:
  - Pfarrdörfer Neuensorg und Weidhausen b.Coburg
  - Dorf Trübenbach

- Weitramsdorf mit 8 Gemeindeteilen:
  - Pfarrdörfer Neundorf, Tambach und Weitramsdorf
  - Kirchdörfer Altenhof und Weidach
  - Dörfer Hergramsdorf und Schlettach
  - Weiler Gersbach

## Alphabetische Liste
In Fettschrift erscheinen die Orte, die namengebend für die Gemeinde sind.

### A
- Ahlstadt zu Meeder
- Ahorn
- Aicha zu Neustadt b.Coburg
- Alexandrinenthal zu Rödental
- Altenhof zu Weitramsdorf
- Altmühle zu Bad Rodach
- Aumühle zu Seßlach
- Autenhausen zu Seßlach

### B
- Bad Rodach
- Beuerfeld zu Meeder
- Bieberbach zu Sonnefeld
- Birkach am Forst zu Untersiemau
- Birkenmoor zu Meeder
- Birkig zu Neustadt b.Coburg
- Bischwind zu Seßlach
- Blumenrod zu Rödental
- Bodelstadt zu Itzgrund
- Boderndorf zu Neustadt b.Coburg
- Breitenau zu Bad Rodach
- Brüx zu Neustadt b.Coburg
- Buchenrod zu Großheirath
- Büdenhof zu Itzgrund
- Buscheller zu Grub a.Forst

### C
- Carlshan zu Bad Rodach

### D
- Dietersdorf zu Seßlach
- Dörfles bei Coburg zu Dörfles-Esbach
- Drossenhausen zu Meeder
- Dürrmühle zu Ebersdorf b.Coburg

### E
- Ebersdorf zu Neustadt b.Coburg
- Ebersdorf bei Coburg
- Eckersdorf zu Seßlach
- Eicha zu Ahorn
- Einberg zu Rödental
- Einzelberg zu Meeder
- Elsa zu Bad Rodach
- Erlesmühle zu Großheirath
- Esbach zu Dörfles-Esbach
- Fechheim zu Neustadt b.Coburg

### F
- Finkenau zu Ahorn
- Firmelsdorf zu Sonnefeld
- Fischbach zu Rödental
- Fornbach zu Rödental
- Forsthub zu Grub a.Forst
- Friesendorf zu Ebersdorf b.Coburg
- Frohnlach zu Ebersdorf b.Coburg
- Fuchsmühle zu Meeder
- Fürth am Berg zu Neustadt b.Coburg

### G
- Gauerstadt zu Bad Rodach
- Gehegsmühle zu Seßlach
- Geizenmühle zu Niederfüllbach
- Gemünda in Oberfranken zu Seßlach
- Gereuth zu Rödental
- Gersbach zu Weitramsdorf
- Gestungshausen zu Sonnefeld
- Gleisenau zu Grub a.Forst
- Gleismuthhausen zu Seßlach
- Gleußen zu Itzgrund
- Gnailes zu Rödental
- Gossenberg zu Großheirath
- Grattstadt zu Bad Rodach
- Großgarnstadt zu Ebersdorf b.Coburg
- Großheirath
- Großwalbur zu Meeder
- Grub am Forst

### H
- Haarbrücken zu Neustadt b.Coburg
- Haarth zu Untersiemau
- Hainmühle zu Bad Rodach
- Hassenberg zu Sonnefeld
- Hattersdorf zu Seßlach
- Heilgersdorf zu Seßlach
- Heinersdorf zu Seßlach
- Heldritt zu Bad Rodach
- Herbartsdorf zu Meeder
- Hergramsdorf zu Weitramsdorf
- Herreth zu Itzgrund
- Hohenstein zu Ahorn
- Höhn zu Neustadt b.Coburg
- Horb bei Fürth am Berg zu Neustadt b.Coburg

### K
- Kaltenbrunn zu Itzgrund
- Kaltenherberg zu Itzgrund
- Kemmaten zu Neustadt b.Coburg
- Ketschenbach zu Neustadt b.Coburg
- Kipfendorf zu Rödental
- Kirchbergsmühle zu Meeder
- Kleingarnstadt zu Ebersdorf b.Coburg
- Kleinwalbur zu Meeder
- Kösfeld zu Meeder
- Krebsmühle zu Ahorn
- Krumbach zu Seßlach

### L
- Lahm zu Itzgrund
- Lechenroth zu Seßlach
- Lempertshausen zu Bad Rodach
- Lohhof zu Itzgrund

### M
- Mährenhausen zu Bad Rodach
- Meeder
- Meilschnitz zu Neustadt b.Coburg
- Merkendorf zu Itzgrund
- Merlach zu Seßlach
- Meschenbach zu Untersiemau
- Mirsdorf zu Meeder
- Mittelberg zu Rödental
- Mittelwasungen zu Neustadt b.Coburg
- Moggenbrunn zu Meeder
- Mönchröden zu Rödental
- Muggenbach zu Seßlach

### N
- Neida zu Meeder
- Neuensorg zu Weidhausen b.Coburg
- Neukirchen zu Lautertal
- Neumühle zu Bad Rodach-Gauerstadt
- Neumühle zu Bad Rodach-Roßfeld
- Neundorf zu Weitramsdorf
- Neuses am Brand zu Sonnefeld
- Neuses an den Eichen zu Großheirath
- Neustadt b.Coburg
- Niederfüllbach
- Niederndorf zu Bad Rodach

### O
- Oberelldorf zu Seßlach
- Oberfüllbach zu Ebersdorf b.Coburg
- Oberlauter zu Lautertal
- Obersiemau zu Untersiemau
- Oberwasungen zu Sonnefeld
- Oberwohlsbach zu Rödental
- Oeslau zu Rödental
- Oettingshausen zu Bad Rodach
- Ottowind zu Meeder

### P
- Plesten zu Neustadt b.Coburg
- Pülsdorf zu Itzgrund

### R
- Rohrbach zu Grub a.Forst
- Rosenau zu Rödental
- Rossach zu Großheirath
- Roßfeld zu Bad Rodach
- Roth am Forst zu Grub a.Forst
- Rothenberg zu Seßlach
- Rothenhof zu Rödental
- Rottenbach zu Lautertal
- Rudelsdorf zu Bad Rodach
- Rüttmannsdorf zu Neustadt b.Coburg

### S
- Schafhof zu Ahorn
- Schenkenau zu Itzgrund
- Scherneck zu Untersiemau
- Schleifenhan zu Itzgrund
- Schlettach zu Weitramsdorf
- Schloss Geiersberg zu Seßlach
- Schönstädt zu Rödental
- Schorkendorf zu Ahorn
- Schottenstein zu Itzgrund
- Schweighof zu Bad Rodach
- Seßlach
- Setzelsdorf zu Seßlach
- Sonnefeld
- Sorghof zu Itzgrund
- Spittelstein zu Rödental
- Stöppach zu Untersiemau
- Sulzdorf zu Meeder
- Sülzfeld zu Bad Rodach

### T
- Taimbach zu Rödental
- Tambach zu Weitramsdorf
- Thann zu Neustadt b.Coburg
- Theißenstein zu Rödental
- Thierach zu Rödental
- Tiefenlauter zu Lautertal
- Trammershof zu Seßlach
- Tremersdorf zu Lautertal
- Triebsdorf zu Ahorn
- Trübenbach zu Weidhausen b.Coburg

### U
- Unterelldorf zu Seßlach
- Unterlauter zu Lautertal
- Untersiemau
- Unterwasungen zu Neustadt b.Coburg
- Unterwohlsbach zu Rödental

### W
- Waldsachsen zu Rödental
- Waltersdorf zu Rödental
- Watzendorf zu Großheirath
- Weickenbach zu Sonnefeld
- Weidach zu Weitramsdorf
- Weidhausen b.Coburg
- Weimersdorf zu Neustadt b.Coburg
- Weischau zu Sonnefeld
- Weißenbrunn a.Forst zu Untersiemau
- Weißenbrunn vorm Wald zu Rödental
- Weitramsdorf
- Wellmersdorf zu Neustadt b.Coburg
- Welsberg zu Itzgrund
- Wiesen zu Seßlach
- Wiesenfeld bei Coburg zu Meeder
- Wildenheid zu Neustadt b.Coburg
- Witzmannsberg zu Ahorn
- Wohlbach zu Ahorn
- Wörlsdorf zu Sonnefeld

### Z
- Zedersdorf zu Sonnefeld
- Zeickhorn zu Grub a.Forst
- Ziegelhütte zu Ahorn
- Ziegelsdorf zu Untersiemau

| ↑ Zurück zum Inhaltsverzeichnis |